# Neuhütten (Baviera)
Neuhütten è un comune tedesco di 1 239 abitanti, situato nel circondario del Meno-Spessart nel distretto della Bassa Franconia nel land della Baviera.